# Black Canyon of the Gunnison nationalpark

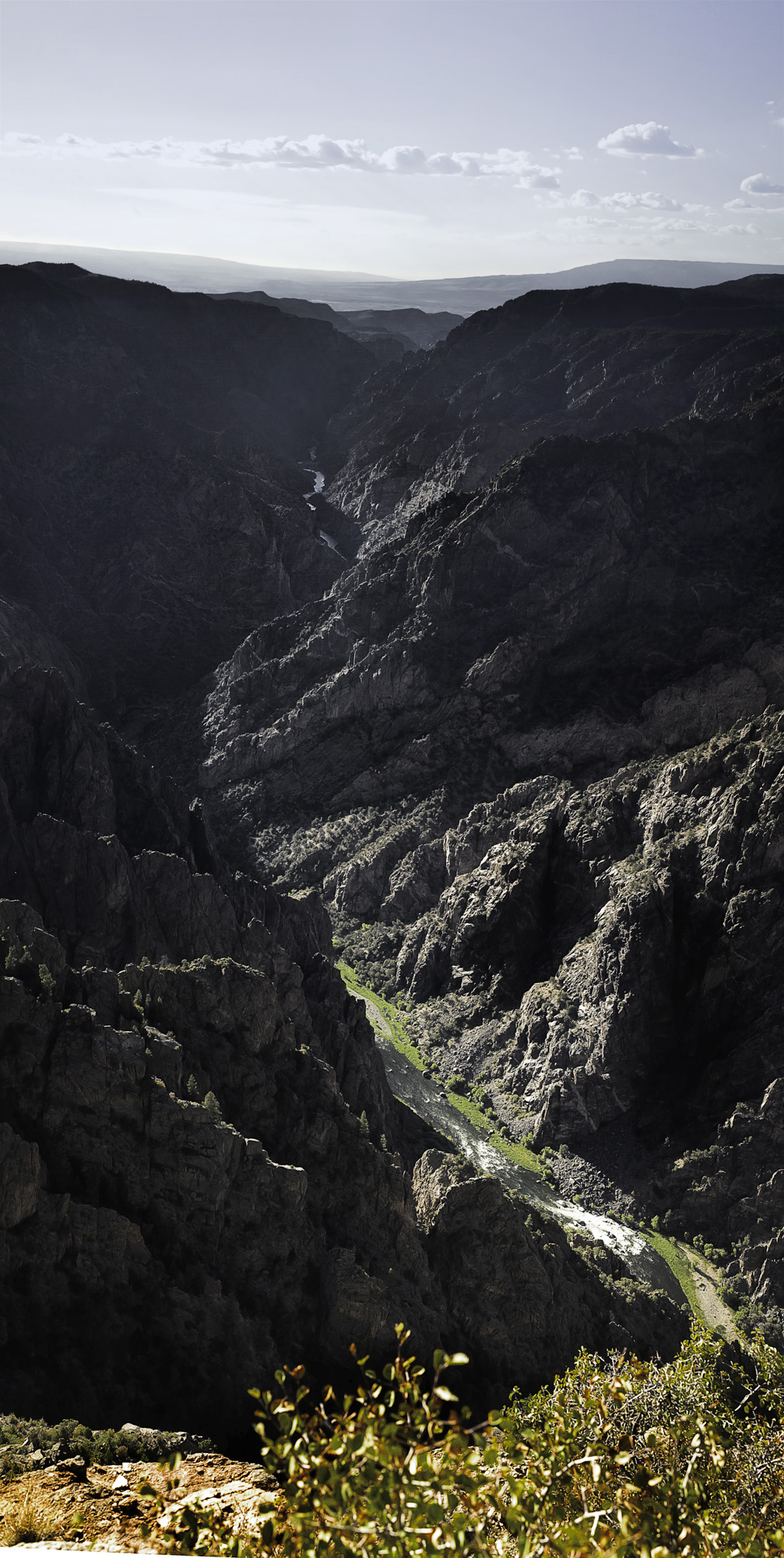

Black Canyon of the Gunnison nationalpark ligger i delstaten Colorado i USA.

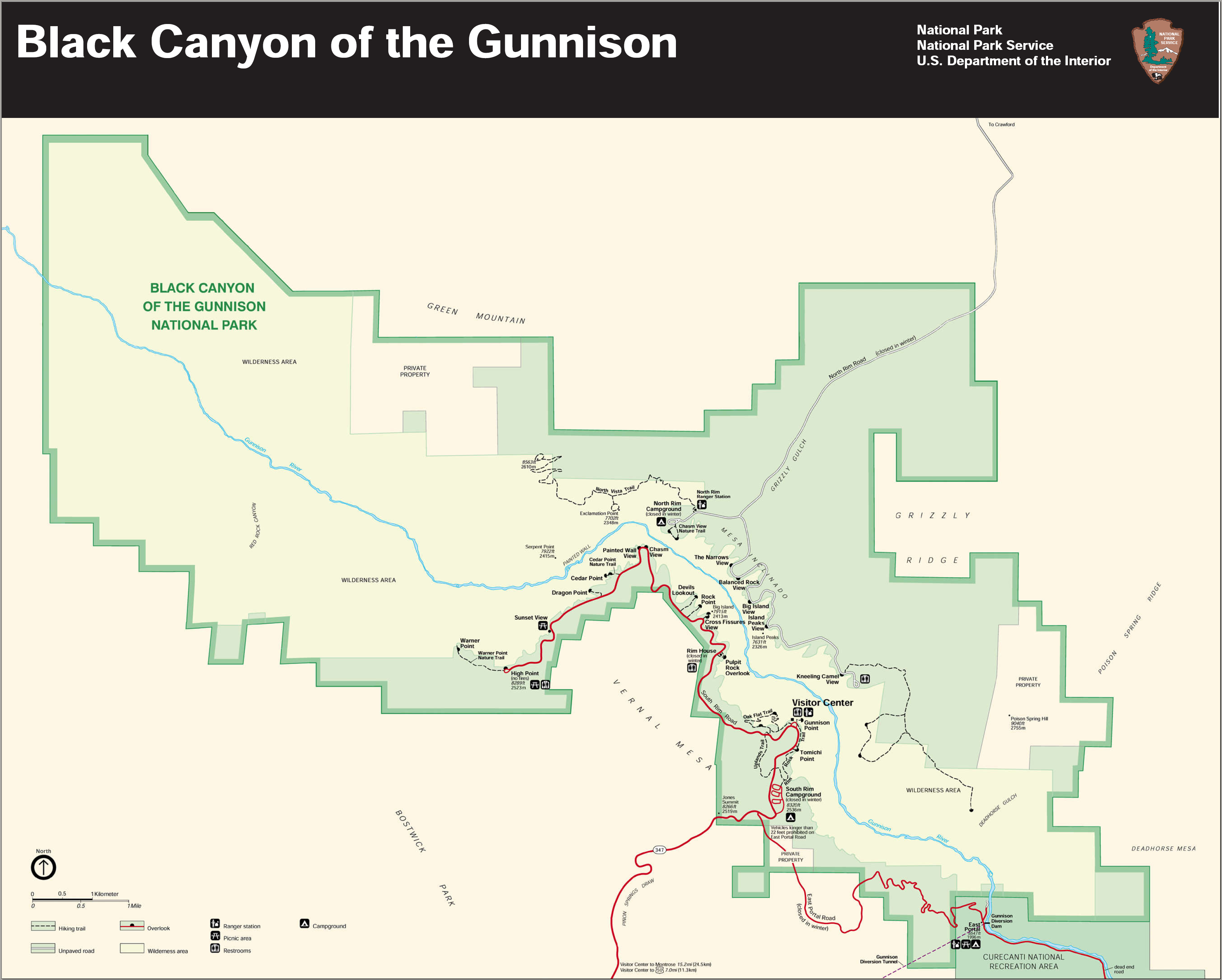
Karta över nationalparken.

Den 124,4 km² stora nationalparken har fått sitt namn efter floden Gunnison River som rinner genom en kanjon med mörka väggar av gnejs och glimmerskiffer från prekambrium. Namnet "Black Canyon" kommer av att dess väggar nästan alltid ligger i skuggan och därför ser svarta ut. Det är de hårda bergarterna som har givit kanjonen dess form. En mjukare bergart skulle rasat mer då vattnet grävde sig ned, se exempelvis Grand Canyon. Kanjonens totala längd är 85 km varav drygt 22 kilometer ligger i nationalparken.
Kanjonens väggar är mycket branta och utnyttjas till klättring och floden används till forsränning. För att gå ned i kanjonen krävs tillstånd av parkvakten.
Nationalparken grundades 21 oktober 1999 och hade mer än 400 000 besökare år 2019.